# August Gillé
Remigius August 'Staf' Gillé (Nekkerspoel (Mechelen), 1892 – Rijmenam, 1989) was een Belgisch beeldhouwer en kunstschilder.

## Biografie
August 'Staf' Gillé was meubelmaker van opleiding. De vroege dood van zijn vader verplichtte hem om een stiel te leren waarmee hij als kostwinner aan de slag kon. Bij het vervaardigen van meubels zocht hij naar nieuwe ornamentsculpturen, die vaak afweken van de geijkte tradities. 
Later ging hij naar de kunstacademie te Mechelen (waar hij begin jaren veertig docent werd) en te Brussel, waar hij onderwezen werd door Constant Montald en Victor Rousseau. Ook volgde hij lessen bij beeldhouwer Theo Blickx en bekwaamde hij zich in antiektekenen, tekenen naar levend model, schilderen en boetseren. Bijgevolg gaf hij zijn gedachten en ideeën vorm in meerdere kunstdisciplines. 
Gillé behoorde tot wat men de 'Mechelse School na de Eerste Wereldoorlog' kan noemen. Ondanks zijn vriendschappen met Alice Nahon, Prosper De Troyer, Gustave Van de Woestijne en vele andere bekende kunstenaars eind jaren twintig, gaf hij de voorkeur aan een teruggetrokken leven. 
In 1962 verhuisde Staf Gillé naar Bonheiden om daar in een oude hoeve zijn tentoonstellingsruimte 'De Witte Vlag' op te richten. Die bood beginnend artistiek talent een kans om zich voor te stellen aan het grote publiek. In 1980 schonk hij zijn hele oeuvre aan de gemeente Bonheiden met de vraag om zijn werken in de openbaarheid te brengen. In 1983 verhuisde hij opnieuw, dit keer naar Rijmenam, waar hij verbleef tot aan zijn dood. Zijn werken werden aldaar tentoongesteld in 'De Mart', het oude gebouw van de jongensschool in het Rijmenamse gehucht Mart.
Op 11 januari 2011 werd een bronzen zelfportret van hem onthuld in een tuin schuin tegenover de kerk in Bonheiden. Op 27 september 2013 werd deze heringerichte tuin als 'August Gillé Tuin' officieel opengesteld.